# Паршакова (Кудымкарский район)
Паршакова — деревня в Кудымкарском районе Пермского края. Входит в состав Егвинского сельского поселения. Располагается на левом берегу Егвы севернее от города Кудымкара. Расстояние до районного центра составляет 27 км. По данным Всероссийской переписи населения 2010 года, в деревне проживало 26 человек (10 мужчин и 16 женщин).

## История
По данным на 1 июля 1963 года, в деревне проживало 32 человека. Населённый пункт входил в состав Алековского сельсовета.